# Douglas (Dakota del Norte)
Douglas es una ciudad situada en el condado de Ward, Dakota del Norte, Estados Unidos. Tiene una población estimada, a mediados de 2023, de 89 habitantes.

## Geografía
La localidad está ubicada en las coordenadas 47°51′28″N 101°30′7″O / 47.85778, -101.50194. Según la Oficina del Censo, tiene una superficie total de 0.80 km², de los cuales 0.74 km² corresponden a tierra firme y 0.06 km² están cubiertos de agua.

## Demografía
Según el censo de 2020, en ese momento había 93 personas residiendo en la localidad. La densidad de población era de 125.68 hab./km². El 72.04% de los habitantes eran blancos, el 15.05% eran amerindios, el 2.15% eran de otras razas y el 10.75% eran de una mezcla de razas. Del total de la población, el 3.23% eran hispanos o latinos de cualquier raza.